# Hermann Blumenau

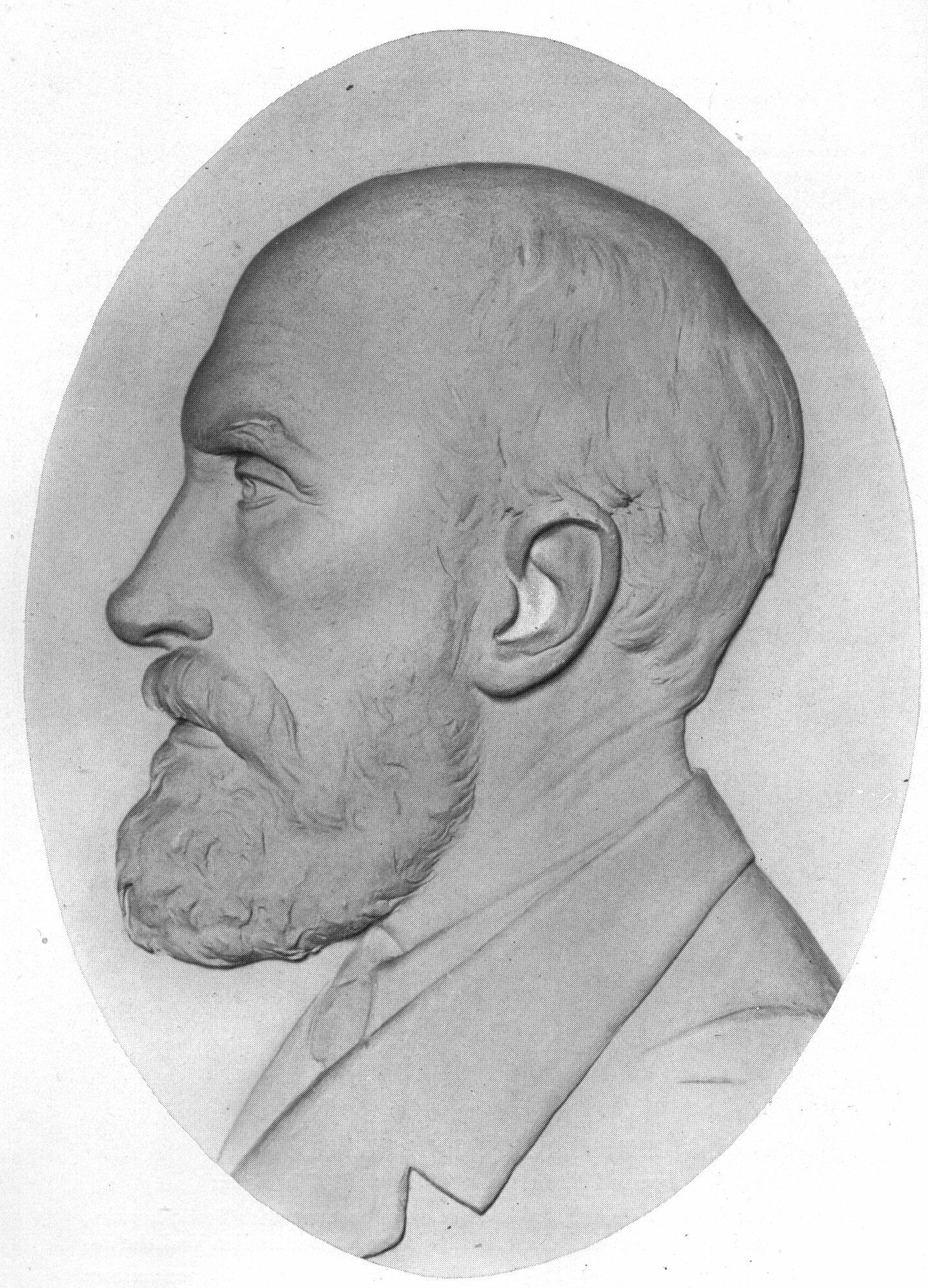
Arcképe

Hermann Blumenau (Hasselfelde, 1819. december 26. – Braunschweig, 1899. október 30.) brazil-német gyógyszerész. 1848-ban költözött Dél-Amerikába.  Ő alapította meg Brazíliában Blumenau városát, amit később róla nevezrek el.

## Életpályája
Blumenau 1846-tól Brazíliában élt. 1848-ban 220 km2-es őserdei területre szerzett koncessziót, ahol 1850. december 2-án megalapította azt a települést, amelyet később róla nevetek el.
A mocsaras, maláriával sújtott területen a telepesek túlélését Blumenau gyógyító és finanszírozó  tevékenysége tette lehetővé. Szívós munkával felfejlesztették a kávétermelést, így Blumenau városa mára ma a Brazil Szövetségi Köztársaság Santa Catarina államának leggazdagabb, legnagyobb ipari illetve mezőgazdasági központja lett.